# Christ's College (Christchurch)

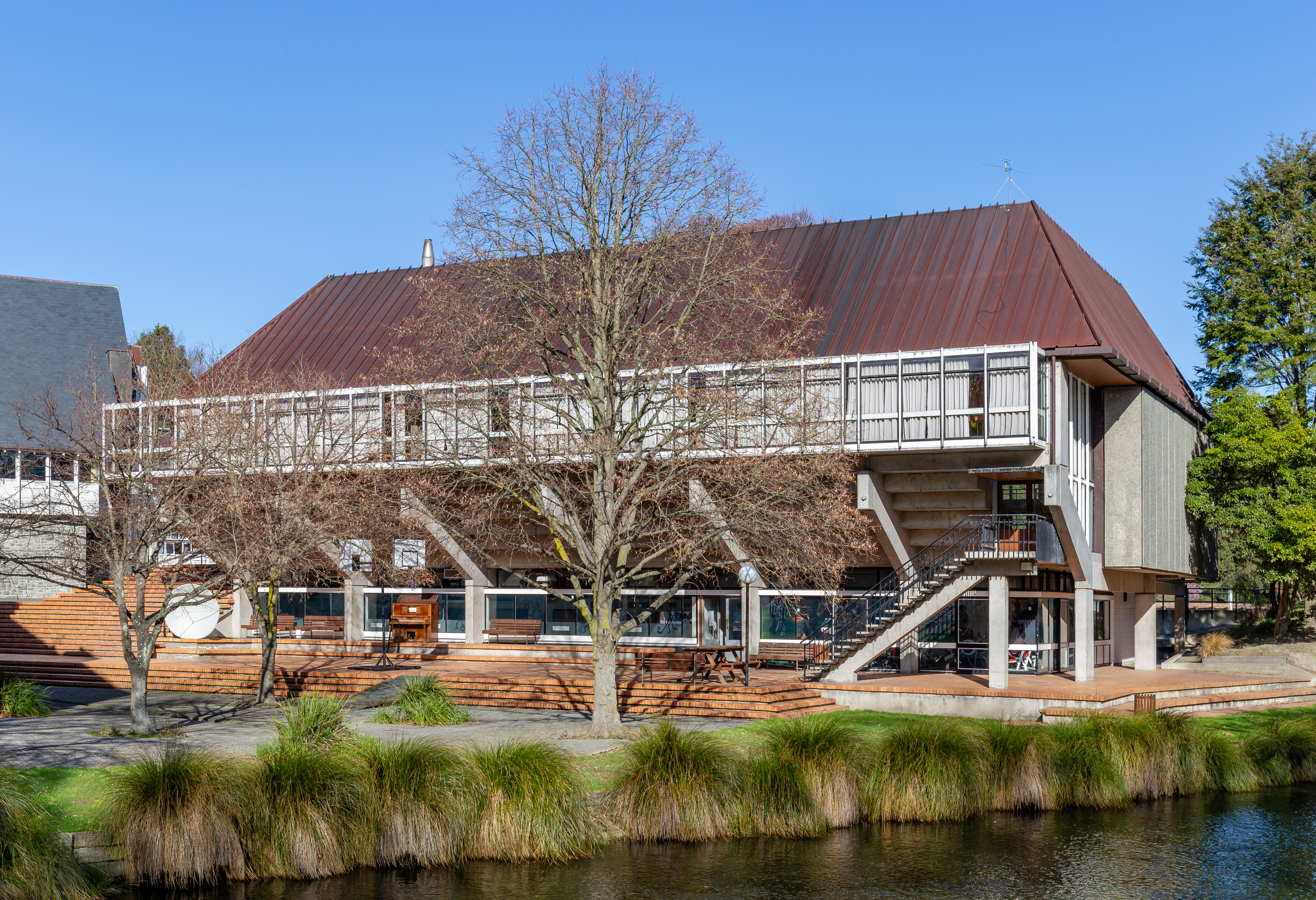
Le Christ's College à Christchurch.

Le Christ's College est une école secondaire anglicane indépendante pour garçons, en externat et en internat, située dans le centre ville de Christchurch, en Nouvelle-Zélande.
Fondé en 1850 par le révérend Henry Jacobs à Lyttelton en tant qu'école pour les premiers colons, l'établissement est la plus ancienne école indépendante du pays. Il accueille actuellement environ 647 élèves de la troisième à la terminale.
Le Christ's College est un membre international de la Headmasters' and Headmistresses' Conference (en) (HMC), qui représente les directeurs des principales écoles indépendantes d'Irlande et du Royaume-Uni et des écoles internationales, principalement du Commonwealth. Le Christ's College est l'une des trois seules écoles membres en Nouvelle-Zélande. 